# Casa Grande (filme)
Casa Grande é um filme de drama brasileiro de 2014 dirigido por Fellipe Barbosa a partir de um roteiro do diretor e Karen Sztajnberg. Protagonizado por Thales Cavalcanti, Marcello Novaes e Suzana Pires, o filme conta a história de um casal da classe média alta que é afetado por uma crise financeira, levando-os à falência, ao mesmo tempo em que precisam lidar com os problemas de seu filho, que começa a vivenciar experiências da adolescência.

## Sinopse
Sônia (Suzana Pires) e Hugo (Marcello Novaes) são um casal pertencente a alta burguesia do Rio de Janeiro e vivem na Barra da Tijuca. A falência da família começa a se evidenciar quando, por corte de gastos, eles demitem um antigo funcionário, o motorista Severino (Gentil Cordeiro). Aos poucos, os problemas financeiros passam a afetar diretamente o cotidiano dos filhos Jean (Thales Cavalcanti) e Nathalie (Alice Melo), mesmo com os pais tentando esconder a crise.
Jean, estudante do tradicional colégio São Bento do Rio de Janeiro, está no último ano do ensino médio e tenta se desvencilhar dos pais cada vez mais. Ao precisar usar o ônibus para se deslocar até a escola, o jovem começa a perceber os muitos problemas, além dos financeiros, pelos quais sua família passa. Os conflitos com o pai se tornam maiores quando Jean conhece Luiza (Bruna Amaya), uma estudante do colégio público Pedro II, com quem começa a namorar. Ela não pertencente a elite carioca, representa um lado da vida que Jean estava por descobrir.

## Premiações
Casa Grande participou e foi premiado nos seguintes festivais:
- Seleção oficial de Paulínia, (prêmios Especial do Júri, Melhor Ator Coadjuvante Marcello Novaes, Melhor Atriz Coadjuvante Clarissa Pinheiro e Melhor Roteiro Fellipe Barbosa e Karen Sztajnberg).
- Festival do Rio 2014: (Melhor Filme – Júri Popular)
- 38ª Mostra Internacional de Cinema em São Paulo (Prêmio ABRACCINE)
- VII Janela Internacional de Cinema do Recife (Melhor Montagem – Nina Galanternick e Karen Sztajnberg)
- 8º Panorama Internacional Coisa de Cinema (Prêmio Especial do Júri).

Participou de vários festivais internacionais, entre eles, Rotterdam, San Sebastian, BAFICI, Taipei, BFI London, Jeonju, entre outros, tendo sido premiado em Toulouse (prêmio do público e dois prêmios da crítica – Fipresci e francesa) e Dinamarca (menção Honrosa do Júri). 
Elenco

## Elenco
- Thales Cavalcanti — Jean Cavalcanti
- Marcello Novaes — Hugo Cavalcanti
- Suzana Pires —  Sônia Cavalcanti
- Alice Melo — Nathalie "Nath" Cavalcanti
- Clarissa Pinheiro — Rita
- Bruna Amaya — Luiza
- Marília Coelho — Noêmia
- Gentil Cordeiro — Severino
- Lucas Mendes — Mendes
- Georgiana Góes — Lia
- Sandro Rocha — Wilton
- Lucélia Santos — Ela mesma

## Produção
O filme começou a ser desenvolvido quase uma década antes de iniciar a produção. A ideia do filme foi selecionada e premiada no Laboratório de Roteiro e Direção do Festival de Sundance, em 2008. O elenco do filme é composto por atores e não-atores. Alguns alunos de um colégio do Rio de Janeiro participaram das filmagens com o time de atores da produção. As filmagens ocorreram inteiramente no Rio de Janeiro e a escola em que o próprio diretor estudou foi usada como locação.